# تادئوش هانوسک
تادئوش هانوسِک (لهستانی: Tadeusz Hanusek؛ زادهٔ ۱ آوریل ۱۹۳۲–۱۷ مه ۲۰۱۷) بازیگر اهل لهستان است.
از فیلم‌ها یا مجموعه‌های تلویزیونی که وی در آن‌ها نقش داشته‌است، می‌توان به صفر-هفت، به‌گوشم، خانه، خیابان فرعی ۴، ع چون عشق، خانه کشیش، پیت‌بول (فیلم)، پیت‌بول (سریال تلویزیونی)، مزرعه، رهبر ارکستر، لهستان بازسازی‌شده، تدی خرسه و کورچاک اشاره نمود.